# Suzuki Suzulight
A Suzulight a Suzuki vállalat első hosszabb ideig gyártott autóinak márkaneve. Ebben a korban még kialakulóban volt az gépjárműipar Japánban, és a legtöbb újdonsült cég megvásárolt licencek alapján gyártott autókat. A nyugatnémet Lloyd cég LP300 nevű gyártmányát vette alapul, amik a Volkswagen Bogárnál is kisebbek és olcsóbbak voltak. A Suzulight piacra dobásakor a Suzuki már gyártott motorkerékpárokat (1951-től).
1955 májusában a japán Ipari és Kereskedelmi Minisztérium meghatározott egy új autókategóriát, a 3 méternél rövidebb, legfeljebb 350 köbcentiméteres motorú autókat, a kei-dzsidósát. A cég ennek az előírásnak megfelelően alkotta meg a kisautót, ugyanis az ilyen típusok adókedvezményt kaptak. Nyugat-Európában a már említett Lloyd, valamint a Goggomobilés az Isetta gyártott olyan autókat, amelyek Japánban a kei kategóriába tartoznának.
1969-ben állították le az utolsó modellvariáns gyártását is.

## SL, SD, SL és SP
Az 1955-ben bemutatott első modell tengelytávja alig érte el a 2 métert. Motorjául egy 359 köbcentiméteres, léghűtéses motorkerékpár-motor szolgált. Már az első modellsorozat négyféle karosszériát tartalmazott: egy platós kisteherautót, az SP-t, egy kétajtós limuzint, az SS-t, a kombi SD-t, és a háromajtós, csapott hátú SL-t. A divatos tojásdad formájú autót néhányan japán Tarbantnak nevezték. Korszerűnek számított a típus fogasléces kormányműje, és csavarrugós, független kerékfelfüggesztése mind a négy keréknél. 1956-tól a gazdaságosság jegyében mégis laprugókat használtak. 1958-ban kibővítették a gyárat. 1962 márciusában álltak le a gyártásával, felváltotta a TLA nevű modellt.

## Áruszállításra alkalmas típusok
Az 1959 júliusában piacra dobott, az SL-nél 5 centiméterrel magasabb TL feltűnően hasonlított az ugyanebben az évben debütált Minire. Azonban 11 centiméterrel rövidebb, és más műszaki tulajdonságai vannak. Később leváltotta az FE Van, majd 1969-ben a Suzuki Fronte Van. Utóbbi kettőt áruszállító járműnek tekintik. 1961-ben jelent meg a Suzulight Carry nevű kishaszonjármű, amelynek utódja a Japánban még mindig gyártott Suzuki Carry.

## Suzulight Fronte
Az 1962-ben az SL-t leváltó TLA valódi típusneve a Fronte. Az elsőkerék-hajtás miatt kapta ezt a nevet, ami már a kezdetektől jellemezte a Suzulightokat. Gazdagabb felszereltséggel, utazási komforttal rendelkezett, mint a TL. A következő frissítés után a FEA típusjelzést kapta. Ezzel egyidőben a TL-ből FE lett. 1965 októberétől egy egységet alkotott az első fényszóró a hűtőráccsal. A 2000-es években többeket is megihletett a típus. A Fronte inspirálta a 2002-es Suzuki Alto Lapint, majd a Suzulight ötvenedik születésnapjára 2005-ben kiadott LC prototípust is. Az 1967-es frissítést követően a modell neve Suzuki Fronte lett.